# Gerichte des Ingelheimer Reiches
Das Ingelheimer Reich, später Ingelheimer Grund, besaß mehrere juristische Institutionen, darunter den überregionalen Oberhof, die Ortsgerichte der drei Hauptorte als Reichsgericht, das sogenannte Ungebotene Ding und die Hübnergerichte. Durch die sehr gute Überlieferung sind die Gerichte des Ingelheimer Reiches von hoher Bedeutung für die Historische Rechtswissenschaft.

## Aufbau und Einordnung
Bereits seit dem frühen 13. Jahrhundert ist in Ingelheim ein örtliches Gericht nachweisbar: im Jahr 1213 wird von einem coram judicibus et civibus in Ingelnheim gesprochen.
Es differenzierten sich im 14. Jahrhundert vier Institutionen heraus: das ungebotene Ding, die Hübnergerichte, die Ortsgerichte der drei Hauptorte Ober-Ingelheim, Nieder-Ingelheim und Groß-Winternheim
sowie der Oberhof als überregionale Auskunftsstelle.
Besetzt war das Gericht ursprünglich mit 14 Adligen und Bauern des Ingelheimer Grundes. Im Laufe der Zeit nahm die Anzahl adliger Mitglieder jedoch stark zu.

### Das ungebotene Ding
Das ungebotene Ding wurde dreimal jährlich auf dem Gebiet der ehemaligen Kaiserpfalz, dem sogenannten Saal in Nieder-Ingelheim, abgehalten. Hier wurde zunächst das Weistum des Reiches verlesen; danach wurden Rügen zu geringeren Vergehen gegen Bürger des Reiches ausgesprochen.

### Die Hübnergerichte
In den zur Ingelheimer Gerichtsbarkeit gehörenden Dörfern Wackernheim, Elsheim, Bubenheim und Schwabenheim tagten die sogenannten Hübnergerichte (Hübner: Bauer mit Grundbesitz). Sie beschäftigten sich mit kleineren Rechtsgeschäften und unterstützten so die Ortsgerichte.

### Die Ortsgerichte der drei Hauptorte als Reichsgericht
Jeder der drei Hauptorte Ober-Ingelheim, Nieder-Ingelheim und Groß-Winternheim besaß einen eigenen Schöffenstuhl und einen eigenen Schultheißen. Hier wurde sowohl die niedere Gerichtsbarkeit (Dokumentation von Verkäufen, Nachlässen, Schenkungen etc.) als auch die Strafgerichtsbarkeit ausgeübt. Dabei waren die Ortsgerichte nicht unabhängig voneinander, sondern jedes einzelne Ortsgericht war zugleich auch überörtliches Reichsgericht mit allen Kompetenzen.

### Der Oberhof als überregionale Auskunftsstelle
Das Reichsgericht war über die regionale Gerichtsbarkeit hinaus auch Auskunftsstelle für Privatpersonen und Gerichte in einem weiteren Umkreis, sogar über Territoriums- und Herrschaftsgrenzen hinweg. Hierbei hatten die Auskünfte keine rechtliche Verbindlichkeit, sondern sollten unerfahrene Schöffen in der Rechtsprechung unterstützen. Die Auskünfte wurden jeweils protokolliert. 1680 wurde der Oberhof aufgelöst und durch das kurpfälzische Hofgericht ersetzt.
Es sind Anfragen für den Oberhof aus folgenden Orten nachweisbar:
- Bergen (Laurenziberg)
- Bubenheim
- Elsheim
- Schwabenheim an der Selz
- Essenheim
- Wackernheim
- Hilbersheim
- Vendersheim
- Welgesheim
- Volxheim
- Wörrstadt mit Ober-Saulheim und Udenheim
- Kreuznach mit Badenheim, Bonnheim (Wüstung bei Hackenheim), Ebernburg, Hochstätten und Rüdesheim (Nahe)
- Wonsheim mit Eckelsheim
- Fürfeld
- Münsterappel
- Heßloch
- Armsheim
- Flonheim mit Uffhofen, Lonsheim, Bornheim, Bechtolsheim, Hillesheim, Eichloch (Rokkersheim), Zornheim und Ebersheim
- Ensheim
- Daxweiler
- Waldlaubersheim
- Waldalgesheim
- Rümmelsheim
- Langenlonsheim
- Trechtingshausen
- Heimbach
- Steilheim
- Kumbd
- Kirchberg
- Wildburg
- Rhaunen
- Kellenbach
- Martinstein
- Kirn
- Schönburg
- Laudert
- Oberwesel
- Bickenbach
- Gondershausen
- Holzfeld
- Hirzenach
- Wellmich
- Lierschied
- St. Goarshausen
- Friedberg

## Schriftgut der Ingelheimer Gerichtsbarkeit
Die jeweiligen Prozesse und Auskünfte wurden durch Gerichtsschreiber festgehalten. Für jede Art der Gerichtsbarkeit des Reichsgerichts existierte eine eigene Form der Dokumentation: Die Fälle der niederen Gerichtsbarkeit wurde in den sogenannten Ufgiftbüchern festgehalten. Sofern für die Parteien Urkunden ausgehändigt wurden, wurde der jeweilige Inhalt in Kopiare eingetragen. Die Strafprozesse wurden in den sogenannten Haderbüchern protokolliert. Auskünfte des Oberhofes wurden in den Oberhofprotokollen festgehalten.
Die Akten wurden für mehrere Jahrhunderte in den sogenannten „Gewölben“ der Ingelheimer Burgkirche aufbewahrt. Im Laufe der Jahrhunderte wurden jedoch einige Schriften entwendet oder ausgelagert. Der wegen seiner Fälschungen und rücksichtsloser Handlungen umstrittene Historiker Franz Joseph Bodmann stahl mehrere Oberhofprotokolle, riss Seiten heraus und fälschte Weisungen auf den Oberhof in Eltville um. Er oder seine Erben verkauften wohl einige Exemplare, von denen sich eines heute im British Museum in London befindet.
1879 sollten alle Akten und Bücher ins Darmstädter Archiv überführt werden. Da Ingelheimer Bürger jedoch Schriften versteckten, konnte nur ein Teil nach Darmstadt verbracht werden. Die Kopiare des Ingelheimer Gerichts waren schon vorher ins Archiv nach Karlsruhe gekommen und 1875 nach Darmstadt gebracht worden. Am 11. September 1944 verbrannten alle in Darmstadt gelagerten Ingelheimer Bestände aufgrund eines alliierten Bombenangriffes, darunter das Große Ingelheimer Kopiar mit über 2.000 Urkundenabschriften der Jahre 1377–1435, die jedoch durch zuvor gemachte Aufzeichnungen teilweise rekonstruiert werden konnten. Die in Ingelheim verbliebenen Bestände wurden während des Zweiten Weltkrieges ausgelagert. In den Kriegswirren wurden mehrere Haderbücher durch amerikanische Soldaten entwendet, konnten aber teilweise durch Rückkauf wieder nach Ingelheim überführt werden.

## Schreiber des Ingelheimer Gerichts
Die Schreiber des Ingelheimer Gerichts können durch die Schöffenliste des großen Kopiars sowie aus verschiedenen Nennungen rekonstruiert werden:
1. Peter Schlich, geboren in Ingelheim
2. Lampertus
3. Siegfried von Amöneburg (bis 1398)
4. Johannes Meischeit von Fritzlar, früher Subnotarius der Stadt Frankfurt (1398–1418)
5. Heinrich (1418–1434)
6. Siegfried Sternberg genannt Gotsman, früher Subnotarius der Stadt Frankfurt, geboren in Ingelheim
7. Johannes Fauth von Monzingen
8. Peter von Ober-Olm
9. Sibelinus Alsenz, früher Kopist in Worms
10. Stephan Grunwald von Deidesheim, früher Sekretär von Emicho, Graf von Leiningen und Dagsburg
11. Johannes von Dieburg, Notar des Reiches
12. Volckmar Kelner von Meiningen